# 이울레르
이울레르 (1971년 3월 15일 ~ )는 브라질의 전 축구 선수이다.

## 통계
| 브라질 | 브라질 | 브라질 |
| 연도   | 출전   | 골     |
| ------ | ------ | ------ |
| 2000   | 1      | 1      |
| 2001   | 5      | 2      |
| 합계   | 6      | 3      |